# Hysteropterum corniculatum
Hysteropterum corniculatum är en insektsart som beskrevs av Puton 1890. Hysteropterum corniculatum ingår i släktet Hysteropterum och familjen sköldstritar. Inga underarter finns listade i Catalogue of Life.